# Waldmohr
Waldmohr est une municipalité et chef-lieu de la Verbandsgemeinde Waldmohr, dans l'arrondissement de Kusel, en Rhénanie-Palatinat, dans l'ouest de l'Allemagne. Elle est située près de la source de la rivière Glan, approximativement à 15 km au sud-ouest de Kusel et à 10 km au nord de Hombourg dans la Sarre.